# Setge de Dénia (1707)
El Setge de Dénia de 1707 va ser un dels episodis d'ocupació del Regne de València per les tropes borbòniques durant la Guerra de Successió Espanyola.

## Antecedents
Preveient la mort de Carles II de Castella sense descendència, les principals potències europees van proposar un príncep elector de Baviera, amb el consegüent repartiment de possessions entre aquestes potències. Però aquest mor, i Carles II en el darrer testament abans de morir proposa Felip d'Anjou. Felip entra a Barcelona el 2 d'octubre i les Corts finalment es taquen el 14 de gener de 1702 amb el jurament de les constitucions catalanes pel Rei. Els aliats proposen l'Arxiduc Carles i comencen les hostilitats.
Pres Gibraltar pels britànics, a l'agost del 1705 l'arxiduc embarca a Lisboa en direcció al Mediterrani. S'atura a Altea on és proclamat Rei i la revolta valenciana dels maulets s'estén liderada per Joan Baptista Basset. Mentrestant, i esperonats constantment pel príncep Jordi de Darmstadt, escamots armats barren el pas als borbònics a la plana de Vic i en la Batalla de Montjuïc capturen la fortalesa, que seria fortificada i usada per bombardejar la ciutat de Barcelona, que envoltada de les tropes aliades de Lord Peterborough va capitular el 9 d'octubre de 1705, de manera que el 22 d'octubre entra a Barcelona l'Arxiduc Carles, que el 7 de novembre de 1705 jura les constitucions catalanes, nomenat Carles III. Lord Peterborough avança cap a València i a final. d'any, l'arxiduc ja controla la major part de Catalunya i el Regne de València
Entretant, els Borbons es reorganitzen i el seu exèrcit avança des de Lleida, Girona i pel mar en direcció a Barcelona. Felip V havia perdut els territoris de les Províncies Unides, Milà i el Regne de Nàpols. Tot i això, els filipistes rebien reforços castellans i les tropes comandades pel Duc de Berwick, i forcen l'exèrcit austriacista a abandonar Madrid i refugiar-se al País Valencià. L'exèrcit aliat es va retirant fustigat per l'exèrcit borbònic, i finalment decideixen plantar cara i formen davant d'Almansa, on són derrotats.
Les tropes borbòniques se separen en dos braços, el del Duc de Berwick avancen pel País Valencià i prenen Requena, Bunyol i València sense resistència el 8 de maig, i la de François Bidal d'Asfeld ha de prendre el sud, amb Xàtiva, Gandia i Alcoi com a objectiu.

## Preliminars del setge
Les tropes comandades per François Bidal d'Asfeld hi arribaren procedents de Xàtiva, però el líder maulet Joan Baptista Basset, que havia arribat per mar, va comandar enèrgicament la resistència amb el Regiment de Fusellers de Josep Martí i la guarnició de la ciutat i fa desistir D'Asfeld a mitjan juliol, després d'un fort assalt frustrat.